# مدل گردش عمومی جوی-اقیانوسی (AOGCM)
مدلهای گردش عمومی (General Circulation Model یا به اختصار GCM) مدلهایی جهت شبیه سازی اقلیم کنونی و پیش بینی تغییرات اقلیم آینده کره زمین هستند . شباهت مدلهای گردش عمومی جوی با مدل های پیش بینی آب و هوایی در این است که هر دو معادلات پیوستگی دینامیک سیال جوی را در مقیاس های گسسته زمانی و مکانی حل میکنند. مهمترین تفاوت این مدلها در این است که مدل های پیش بینی آب و هوا معمولاً در دوره های کوتاه زمانی (در حد روز)، با تعریف شرایط اولیه دقیق و در ابعاد کمتر از 150 کیلومتر مربع اجرا می شود. این موضوع بر خلاف مدل های GCM است که شبکه ای مشتمل بر چند طول و عرض جغرافیایی را شامل شده و ممکن است برای شبیه سازی تغییرات بلند مدت آب و هوایی (تغییر اقلیم) به کار روند . تغییر اقلیم یک پدیده پیچیده اتمسفری- اقیانوسی جهانی و درازمدت است که می‌تواند متأثر از عوامل طبیعی مانند آتشفشان‎ها، فعالیت‌های خورشیدی، اقیانوسها و اتمسفر یا فعالیتهای انسانی باشد. مدل گردش عمومی جوی-اقیانوسی (Atmosphere-Ocean General Circulation Model یا به اختصار AOGCM) مدل هایی هستند که تاثیرات و اندرکنش های گردش عمومی جوی و اقیانوسی را به صورت توامان در نظر می گیرند . 
با توجه به ابعاد بزرگ بلوک های مدل های گردش عمومی (GCM) و مدل های گردش عمومی جو-اقیانوس (AOGCM)، برای تعمیم نتایج به منطقه یا حتی کشوری خاص نیاز به ریز مقیاس سازی وجود خواهند داشت . 